# رودولف روشه
رودولف روشه (انگلیسی: Rodolphe Roche؛ زادهٔ ۱۴ ژوئن ۱۹۷۹) بازیکن فوتبال اهل فرانسه است.
از باشگاه‌هایی که در آن بازی کرده‌است می‌توان به باشگاه فوتبال لو مان اشاره کرد.